# Alexander Walerjewitsch Sjomin
Alexander Walerjewitsch Sjomin (russisch Александр Валерьевич Сёмин; englische Transkription: Alexander Valeryevich Syomin; * 3. März 1984 in Krasnojarsk, Russische SFSR) ist ein russischer Eishockeyspieler, der im Verlauf seiner aktiven Karriere zwischen 2002 und 2017 unter anderem 701 Spiele für die Washington Capitals, Carolina Hurricanes und Canadiens de Montréal sowie 306 für den HK Lada Toljatti, Chimik Moskowskaja Oblast, Torpedo Nischni Nowgorod und HK Metallurg Magnitogorsk in den höchsten Spielklassen Russlands auf der Position des linken Flügelstürmers bestritten hat. Sjomin sammelte vor allem auf internationaler Ebene zahlreiche Medaillen und wurde zwischen 2008 und 2012 zweimal Weltmeister sowie einmal Vizeweltmeister mit der russischen Nationalmannschaft. Seit Mai 2018 steht er beim HK Witjas in der Kontinentalen Hockey-Liga unter Vertrag.

## Karriere

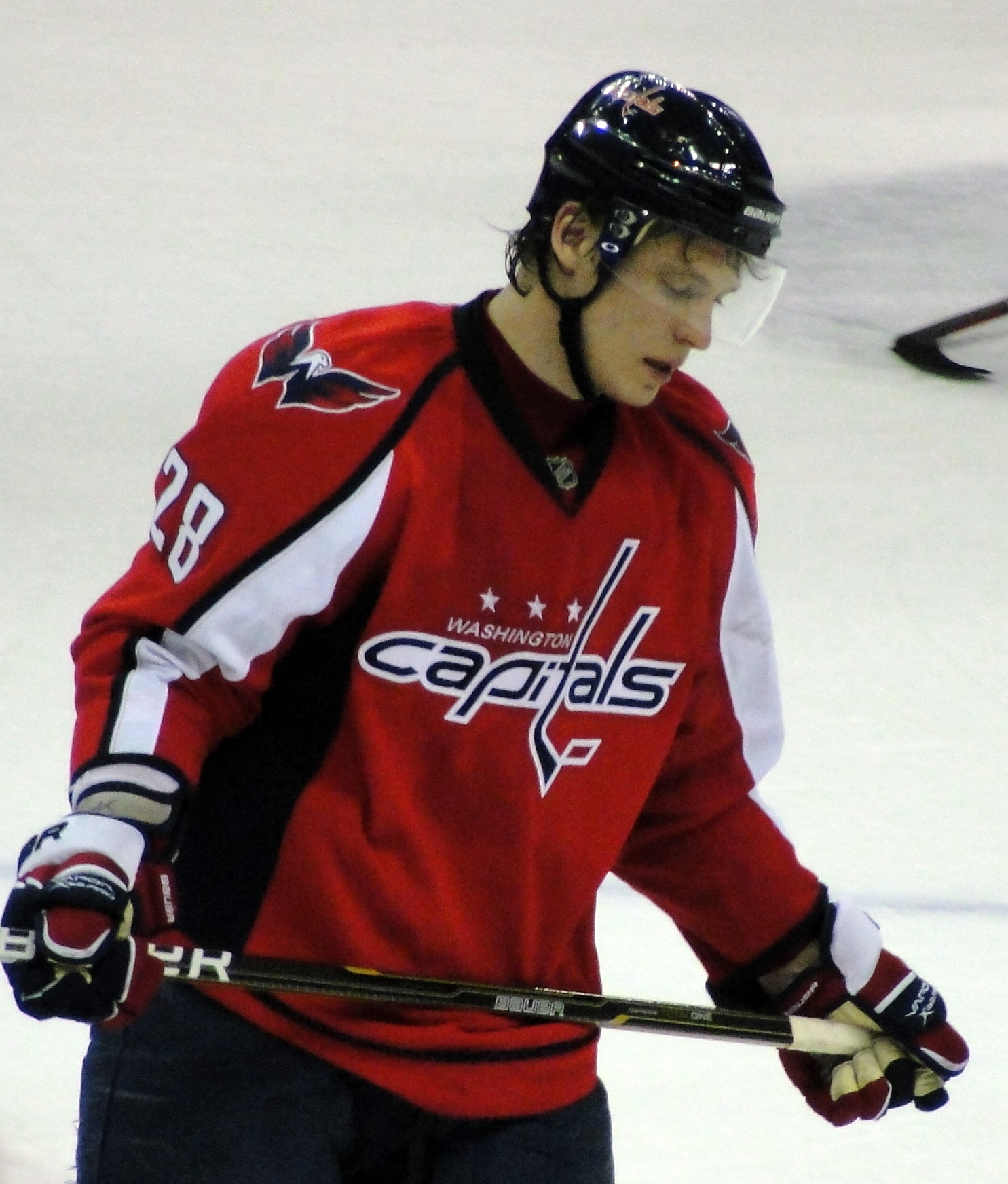
Sjomin im Dress der Washington Capitals (2011).

Der 1,88 m große Flügelstürmer begann seine Karriere beim HK Traktor Tscheljabinsk in der zweitklassigen Wysschaja Liga, bevor er beim NHL Entry Draft 2002 als 13. in der ersten Runde von den Washington Capitals aus der National Hockey League ausgewählt (gedraftet) wurde.
Nach dem Draft entschied sich Sjomin jedoch zunächst für einen Verbleib in Russland und spielte noch eine Saison lang für den HK Lada Toljatti in der Superliga, bevor er schließlich nach Nordamerika wechselte. In der Saison 2003/04 gab der Rechtsschütze sein NHL-Debüt für Washington. Nachdem er den Flug zum letzten Saisonspiel gegen die Pittsburgh Penguins verpasst hatte, verbrachte Sjomin zudem vier Spiele sowie die Play-offs in der American Hockey League bei den Portland Pirates, dem Farmteam der Washington Capitals.
Während des NHL-Lockouts 2004/05 kehrte Sjomin für 50 Spiele zum HK Lada zurück, wo er auch die folgende Saison begann. Diese zweite Spielzeit in Russland war notwendig geworden, da Sjomin mit seinem Wechsel nach Russland den damals noch zweijährigen Wehrdienst in der Russischen Armee ableisten musste, was eine Rückkehr in die NHL zunächst ausschloss. Der HK Lada war jedoch in so große finanzielle Schwierigkeiten geraten, dass Sjomin zu Chimik Moskowskaja Oblast transferiert werden musste, bei denen er den Rest der Saison 2005/06 verbrachte.
Zur 2006/07 kehrte Alexander Sjomin nach Washington zurück, am 5. Oktober 2006 erzielte er das erste Saisontor der Capitals im Spiel gegen die New York Rangers.
Nach insgesamt sieben Spielzeiten in Washington unterschrieb Sjomin am 26. Juli 2012 einen Einjahresvertrag im Wert von sieben Millionen US-Dollar bei den Carolina Hurricanes. Nach einer Verlängerung dessen konnte er sich mit den Hurricanes im Juli 2015 nicht auf einen neuen Kontrakt einigen, sodass er sich als Free Agent den Canadiens de Montréal anschloss. Dort kam er allerdings nach dem Saisonauftakt nur noch unregelmäßig zum Einsatz, sodass er im Dezember 2015 auf die Waiverliste gesetzt wurde. Nachdem ihn kein NHL-Team ausgewählt hatte, entschieden sich die Canadiens und Sjomin einvernehmlich, seinen Vertrag vorzeitig aufzulösen. Wenige Tage später kehrte er in seine Heimat zurück und unterzeichnete einen Vertrag beim HK Metallurg Magnitogorsk aus der KHL. Dort konnte er mit dem Team im Frühjahr 2016 den Gagarin-Pokal erringen.

### International
Auf internationaler Ebene feierte Sjomin zahlreiche Erfolge. Neben Einsätzen in den U18- und U20-Mannschaften des russischen Verbandes, nahm er mit der Sbornaja zwischen 2003 und 2014 an sechs Weltmeisterschaften und zwei Olympischen Winterspielen teil. Dabei gewann der Sjomin zwei Gold- sowie je eine Silber- und Bronzemedaille bei den Welttitelkämpfen.

## Erfolge und Auszeichnungen
- 2008 NHL-Spieler des Monats Oktober
- 2016 Gagarin-Pokal-Sieger und Russischer Meister mit dem HK Metallurg Magnitogorsk

### International
- 2002 Silbermedaille bei der U18-Junioren-Weltmeisterschaft
- 2005 Bronzemedaille bei der Weltmeisterschaft
- 2008 Goldmedaille bei der Weltmeisterschaft
- 2010 Silbermedaille bei der Weltmeisterschaft
- 2012 Goldmedaille bei der Weltmeisterschaft

## Karrierestatistik

### International
Vertrat Russland bei:
| - U18-Junioren-Weltmeisterschaft 2002 - Weltmeisterschaft 2003 - U20-Junioren-Weltmeisterschaft 2004 - Weltmeisterschaft 2005 - Weltmeisterschaft 2006 | - Weltmeisterschaft 2008 - Olympischen Winterspielen 2010 - Weltmeisterschaft 2010 - Weltmeisterschaft 2012 - Olympischen Winterspielen 2014 |

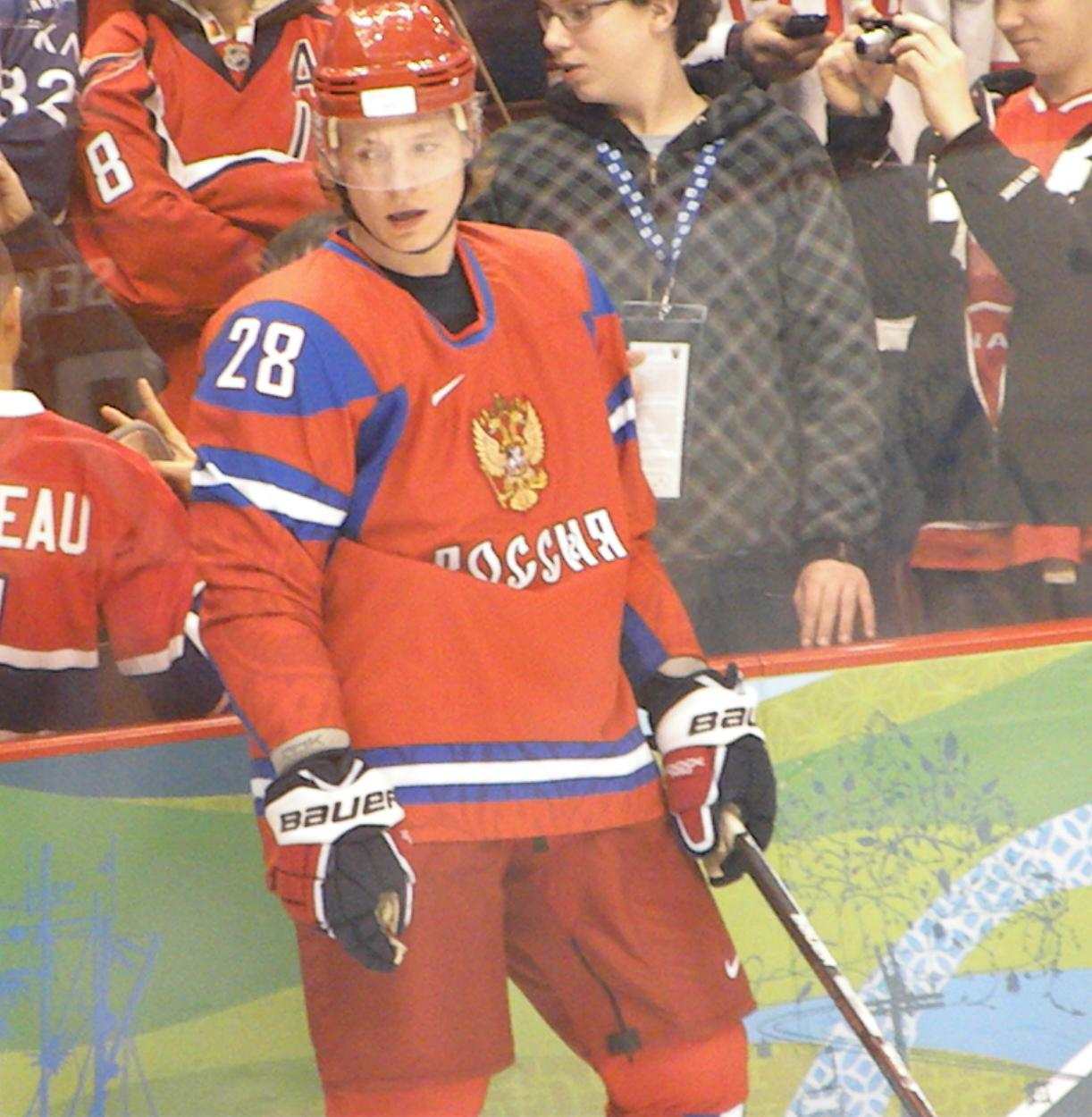
Sjomin im Trikot der Sbornaja

(Legende zur Spielerstatistik: Sp oder GP = absolvierte Spiele; T oder G = erzielte Tore; V oder A = erzielte Assists; Pkt oder Pts = erzielte Scorerpunkte; SM oder PIM = erhaltene Strafminuten; +/− = Plus/Minus-Bilanz; PP = erzielte Überzahltore; SH = erzielte Unterzahltore; GW = erzielte Siegtore; 1 Play-downs/Relegation; Kursiv: Statistik nicht vollständig)